# Aaron Doornekamp
Aaron Doornekamp (nacido el 5 de diciembre de 1985 en Napanee, Ontario) es un jugador  canadiense  de baloncesto con pasaporte holandés, que actualmente juega para La Laguna Tenerife de la Liga ACB. Juega en la posición de alero.

## Profesional
Es un jugador formado en los Charleton Ravens y juega en Europa desde 2009, y con anterioridad militó en el Caserta italiano (2009-12) para luego jugar en la Bundesliga, primero en el Phantoms Braunschweig (2013-14) y durante dos temporadas en el Fraport Skyliners de Frankfurt.
En 2016, logra ser campeón de la FIBA Europe Cup, en la última edición del torneo de clubes realizado por la FIBA, el equipo alemán supera al Pallacanestro Varese en una emocionante final, así el Fraport Skyliners consigue su primer título internacional. Doornekamp promedió en la última temporada en Alemania, 11,3 puntos, incluido un 44,3% de acierto en triples, y 5 rebotes de media en los 27,9 minutos de promedio que disputó para una valoración de 10,6 créditos por encuentro y, además, también firmó medias de 11,2 puntos y 5,8 rebotes para 12,1 de valoración en la competición europea.
En junio de 2016, el CB Canarias se hace con los servicios del jugador. En el club tinerfeño, se convierte en uno de los pilares del equipo,conquistando la Basketball Champions League 2016-17,competición en la que es elegido en el mejor quinteto.
El 27 de junio de 2017, el Valencia Basket alcanza un acuerdo con Aaron Doornekamp para las 2 próximas temporadas.

## Internacionalidades
Aaron es internacional absoluto con Canadá, selección con la que se proclamó subcampeón de los Panamericanos celebrados en el verano de 2015, y medalla de bronce en el FIBA América de ese mismo año. En su día, también fue tercero del Mundial U21.

## Palmarés

#### Clubes
- Liga de Campeones de Baloncesto: (1)(2017)
- Supercopa de España: (1) (2017).
- EuroCup: (1) (2019).

#### Individual
- Quinteto de Liga de Campeones de Baloncesto 2016-17